# Oxyamerus hyalinus
Oxyamerus hyalinus är en kvalsterart som beskrevs av Hammer 1979. Oxyamerus hyalinus ingår i släktet Oxyamerus och familjen Oxyameridae. Inga underarter finns listade i Catalogue of Life.